# Шуман, Морис
Морис Шуман (фр. Maurice Schumann; 10 апреля 1911, Париж, Франция — 10 февраля 1998, там же) — французский политический деятель и герой Второй мировой войны. В кабинетах Жоржа Помпиду и Кув де Мюрвиля занимал пост государственного министра. Министр иностранных дел с 22 июня 1969 по 15 марта 1973 год в кабинетах Жака Шабан-Дельмаса и Пьера Мессмера при президенте Жорже Помпиду. Причислялся к «баронам голлизма».

## Биография
Сын текстильного фабриканта, еврея. Мать — католичка.
В 1939 году военный переводчик английского экспедиционного корпуса, отправился в Англию 21 июня 1940 и присоединился к генералу де Голлю. Стал основным диктором Свободной Франции на BBC, благодаря этому приобрёл широкую известность. Морис Дрюон вспоминал о знакомстве с Шуманом при приезде в Лондон из Франции:

Первым я увиделся с Морисом Шуманом, рупором Свободной Франции; я довольно часто слушал вечерами сквозь помехи его эпические диатрибы по лондонскому радио, которым предшествовал анонс «Честь и Родина» и позывной сигнал — музыка Бетховена. Тот, кого называли «Голосом комендантского часа», был в своем ночном отдалении существом немного мифическим.
Я оказался в кабинете на Карлтон-Гарденс перед худым лейтенантом с немного изможденным лицом. Обвив ногой ножку стула, он яростно кусал уголок носового платка, который держал в левой руке, а правой, одним пальцем, стучал по клавишам пишущей машинки. Он готовил своё вечернее выступление.
«Пламя французского Сопротивления не должно угаснуть и не угаснет», — провозгласил де Голль в своем призыве 18 июня. Нигде это пламя не горело с таким жаром, как в этом маленьком кабинете, откуда каждую ночь освещало надежду угнетенного народа.
Дружба на войне рождается быстро. Дружба, связавшая меня с Морисом Шуманом, родилась в тот миг. Она продлилась довольно долго, вплоть до его кончины.
В 1942 перешёл из иудаизма в католичество. В июне 1944 высадился в Нормандии в составе сил союзников с задачей поддерживать связь с силами Сопротивления.
Состоял в партии Народно-республиканское движение, в 1944—1949 был её председателем.
В 1945—1973 депутат Национального собрания, в 1974—1998 сенатор.
Государственный секретарь (Secrétaire d'État, заместитель министра) по иностранным делам с 1951 по 1954.
В 1967—1969 государственный министр (Ministre d'État) сначала по научным исследованиям, затем по социальным вопросам. Участвовал в массовой демонстрации голлистов 30 мая 1968, переломившей ход событий «Красного мая».
При президенте Помпиду стал министром иностранных дел, занимал этот пост в 1969—1973. Во время встречи министров иностранных дел Европейского экономического сообщества в 1969 году, он заявил условия Франции для Англии, присоединяющейся к сообществу на его третьем совещании, то есть вопросы аграрных финансов были должны быть улажены в первую очередь.
В 1974 году избран членом Французской академии. Его преемником в 13-м кресле Академии стал бывший премьер-министр Пьер Мессмер, в кабинет которого входил Шуман. После избрания президентом социалиста Франсуа Миттерана в 1981 состоял в ортодоксально-голлистском Движении инициативы и свободы.